# Parathyma obsolescens
Parathyma obsolescens är en fjärilsart som beskrevs av Hans Fruhstorfer 1906. Parathyma obsolescens ingår i släktet Parathyma och familjen praktfjärilar. Inga underarter finns listade i Catalogue of Life.